# Hausmening
Hausmening ist eine Ortschaft und eine Katastralgemeinde der Stadtgemeinde Amstetten im Bezirk Amstetten in Niederösterreich.

## Geografie
Der am rechten Ufer der Ybbs gelegene Ort ist mit den nördlich anschließenden Ulmerfeld zusammengewachsen und über eine Brücke mit dem links der Ybbs gelegenen Neufurth verbunden, die zusammen einen Stadtteil von Amstetten bilden.

## Geschichte
Der davor zur Herrschaft Ulmerfeld gehörende Ort konstituierte sich 1850 zur Gemeinde und entwickelte sich von einer landwirtschaftlich geprägten Siedlung zum Industrieort, als hier um 1870 an Stelle der Haidmühle die Theresienthaler Papierfabrik errichtet wurde. Laut Adressbuch von Österreich waren im Jahr 1938 in der Ortsgemeinde Hausmening zwei Ärzte, drei Bäcker, zwei Bauunternehmer, ein Fahrradhändler, zwei Fleischer, drei Friseure, vier Gastwirte, drei Gemischtwarenhändler, eine Hebamme, drei Landesproduktehändler, drei Maler, ein Schmied, drei Schneider und vier Schneiderinnen, ein Schnittwarenhändler, fünf Schuster, ein Spengler, drei Trafikanten, drei Tischler, drei Viehhändler, drei Viktualienhändler, ein Wagner und drei Zuckerwarenhändler ansässig. Darüber hinaus gab es zwei Siedlungsgenossenschaften, ein Holzwerk, ein Kaffeehaus, einen Konsumverein, eine Kunstdüngerfabrik, eine Papierfabrik, zwei Sägewerke und ein Zementwerk.
Gegen Ende des Zweiten Weltkrieges wurden zwischen Juni und Dezember 1944 ungarische Juden, darunter auch Frauen, bei der Papierfabrik Neusiedler AG als Zwangsarbeiter eingesetzt. Diese wurden bei Stifting in Oberösterreich zu Holzarbeiten herangezogen. Weiters wurden ungarische Juden bei der Firma Rauscher u. Söhne eingesetzt.
Die Gemeinde wurden nach dem Anschluss Österreichs aufgelöst, entstand 1945 erneut und vereinigte sich im Jahr 1965 mit der Gemeinde Ulmerfeld; 1972 wurden die Gemeinden Ulmerfeld-Hausmening, Mauer und Preinsbach mit der Stadt Amstetten vereint.

## Öffentliche Einrichtungen
In Hausmening befindet sich ein Kindergarten.

## Persönlichkeiten
- Leopold Maderthaner (1935–2007), Politiker und Präsident der Wirtschaftskammer Österreich, wurde hier geboren